# Яад
Яад (ивр. יַעַד‎, дословно — «Цель») — небольшой мошав на севере Израиля. Расположен недалеко от города Кармиэль; находится под юрисдикцией регионального совета Мисгав.

## История
Основан в рамках программы «Йехуд ха-Галиль» в 1974 годувыпускниками факультета компьютерных наук Техниона на территории, где до 1947 года и обретения Израилем независимости существовала арабская деревня Миар; деревня обезлюдела в 1948 году в рамках операции Декель.

## Население
По данным Центрального статистического бюро Израиля, население на начало 2020 года составляло 690 человек.